# Syndicat en France
 (mars 2017).

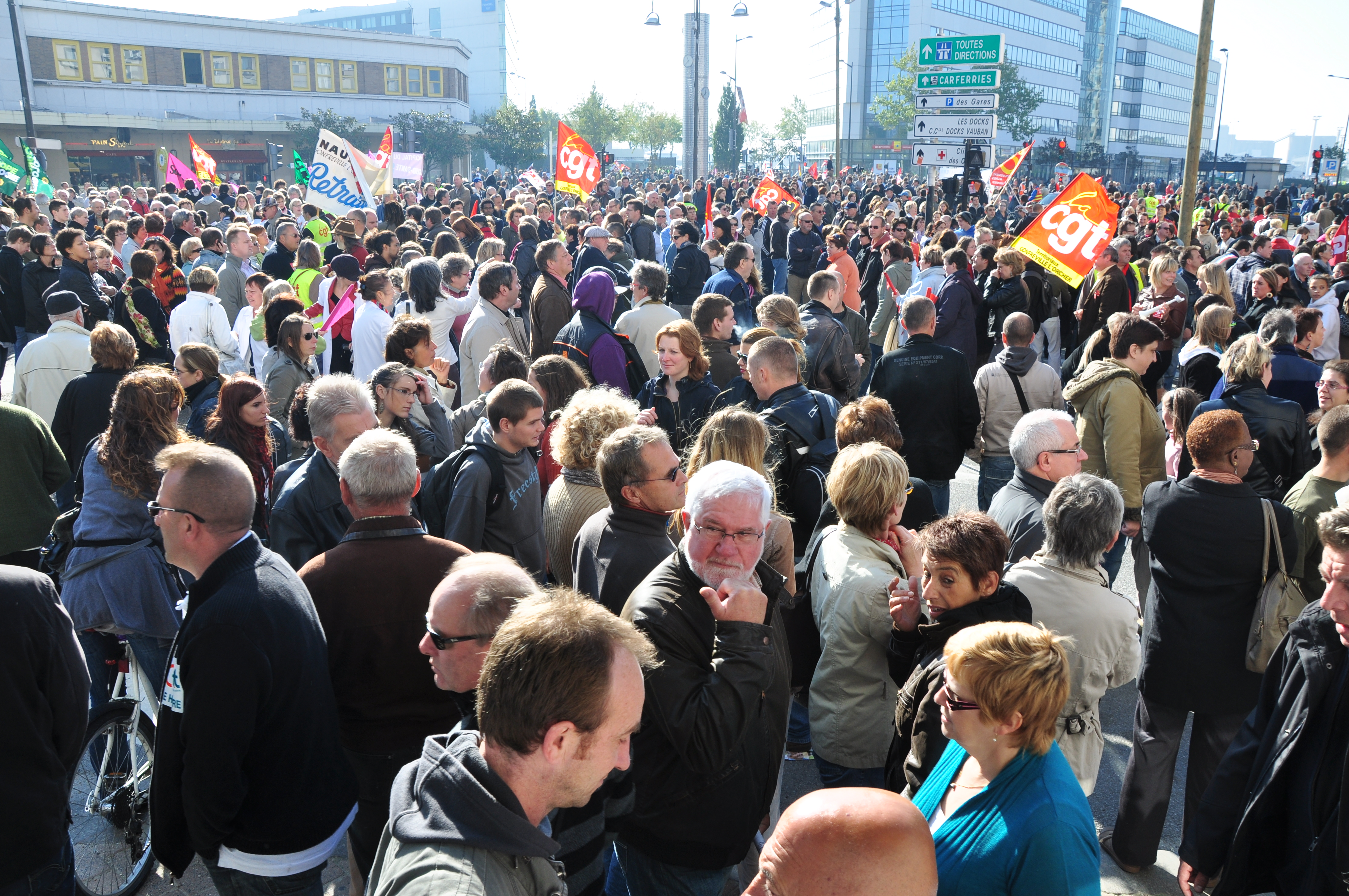
Manifestation contre la réforme des retraites: gare du Havre (Seine-Maritime), 12 octobre 2010

En France, il existe différents types de syndicats de salariés. Moins de 10 % des salariés français sont syndiqués (8,4 % dans le secteur privé), mais la participation aux élections professionnelles, qui est en moyenne 43 % des inscrits dans les entreprises de plus de cinquante salariés, est un baromètre de représentativité permettant aux délégués syndicaux de peser dans les négociations avec leurs employeurs.
En comparaison avec d'autres pays, le taux de syndicalisation en France est très bas. En 2012, avec un taux de syndicalisation de 7,7 %, la France est le troisième pays le moins syndicalisé de l'Organisation de coopération et de développement économiques (OCDE), et le dernier au niveau de l'Union européenne. En 2013, le chiffre de 8 %, longtemps avancé, a été réévalué à 11 % par le ministère du Travail.

## Unions nationales
Elles regroupent leurs adhérents par branches professionnelles (fédérations) et par zones géographiques (Unions régionales et unions départementales). Certaines sont affiliées à la Confédération européenne des syndicats (CES).
On distingue usuellement des autres, les syndicats bénéficiant d'une représentativité reconnue par la réglementation.

### Cinq confédérations historiques
En vertu des dispositions de l'arrêté du 30 mai 2013, cinq confédérations étaient reconnues comme « représentatives de droit » avec, par ordre alphabétique :
- Confédération française de l'encadrement - Confédération générale des cadres (CFE-CGC)
- Confédération française démocratique du travail (CFDT) affiliée à la CES
- Confédération française des travailleurs chrétiens (CFTC) affiliée à la CES
- Confédération générale du travail (CGT) affiliée à la CES
- Confédération générale du travail - Force ouvrière (CGT-FO) affiliée à la CES

En vertu des règles légales et réglementaires antérieures à la promulgation de la loi du 20 août 2008, d'une part, seuls ces syndicats pouvaient signer des accords à l'échelle nationale ou inter-professionnelle, et d'autre part, au sein d'une entreprise, tout syndicat professionnel affilié à l'une de ces organisations représentatives au niveau national était considéré comme représentatif dans la structure.
Transitoirement, jusqu'à la première détermination des organisations syndicales de salariés reconnues représentatives au niveau national et interprofessionnel, qui doit être réalisée au plus tard cinq ans après la publication de la loi du 20 août 2008, ces cinq organisations sont présumées représentatives à ce niveau.

### Autres organisations interprofessionnelles
D'autres unions syndicales existent, mais avec des droits plus réduits du fait de leur non-représentativité de droit :
- Fédération syndicale unitaire (FSU)
- Union nationale des syndicats autonomes (UNSA) affiliée à la CES
- Union syndicale Solidaires (USS) regroupe les différents SUD mais aussi des syndicats comme le SNJ ou le SNUI (anciennement appelé Groupe des Dix, ou G10)
- Confédération nationale du travail (CNT)
- Confédération nationale du travail - Association internationale des travailleurs (CNT-AIT)
- Confédération nationale des travailleurs-Solidarité ouvrière (CNT-SO)
- Confédération autonome du travail (CAT)

- Syndicat des Indépendants et des TPE (SDI)

Ces syndicats doivent prouver leur représentativité à la lumière des critères légaux. C'est le juge qui peut décider qu'un syndicat répondant à ces critères est représentatif : ce dernier pourra alors disposer d'une section syndicale et aura le droit de présenter des candidats au 1er tour des élections professionnelles.

## Négociations
Les syndicats participent à la négociation des relations de travail ; en France, chaque année plus de 1 000 accords de branche et près de 35 000 accords d’entreprise sont conclus.

## Syndicats de branches
En France, les organisations syndicales professionnelles sont des syndicats professionnels en prises directes avec les professions ; elles s’attachent à défendre les intérêts des adhérents de leur branche professionnelle ou branche d'activité respective.
Les organisations professionnelles de branche peuvent être affiliées à une des confédérations représentatives au niveau national, ou bien peuvent être indépendantes.
Elles sont consultées par l’État à propos de leur secteur économique et social respectif. De plus, ces organisations ont des activités de négociations entre elles visant à faire évoluer les conditions de travail.
(exemple : Syndicat national des infirmiers-anesthésistes (SNIA), Syndicat national des professionnels immobiliers (SNPI)…)

## Chronologie
jaune : Union syndicale ; bleu : Confédération interprofessionnelle

## Représentativité
La représentativité s'établit sous différentes formes. Les principes démocratiques donnent souvent une légitimité aux syndicats de salariés. Des élections existent notamment pour les prud'hommes et dans les entreprises où des syndicats de salariés peuvent représenter des salariés. En application de la loi de 2008, au niveau national et interprofessionnel, comme au niveau des branches professionnelles, une organisation syndicale pour être représentative doit recueillir au moins 8 % des suffrages exprimés et satisfaire aux autres critères de représentativité (respect des valeurs républicaines, indépendance, transparence financière, ancienneté de deux ans, les résultats de la seconde mesure de l'audience (2013-2016), donnent 5 organisations qui remplissent ces conditions : CFDT : 26,37 %, CGT : 24,85 %, CGT-FO : 15,59 %, CFE-CGC : 10,67 %, CFTC : 9,49 % .

## Adhérents
La proportion des salariés syndiqués représentait plus de 30 % des actifs en 1950. Depuis cette époque, on assiste à une diminution progressive de ce pourcentage avec 25 % en 1970, 20 % en 1980, 10 % en 1990 et moins de 9 % aujourd'hui dont 19,1 % environ dans la fonction publique et seulement 8 % à 9 % dans le secteur privé. Ce taux est stable depuis la fin des années 1980. Dans le secteur privé, 7,5 % des cadres sont syndiqués contre 5 % des ouvriers.
Cela s'explique par le fait que, contrairement à l'Europe du Nord, la France n'a jamais été un pays de syndicalisme de service.
Toutefois, la baisse des adhésions constatée en avance en France s'est également produite plus tard dans le reste de l'Europe.
Alors qu'en France, moins d'un salarié sur dix est syndiqué, plus de neuf salariés sur dix bénéficient d'une convention collective.
La diminution du taux d'adhésion s'explique en partie par l’augmentation de la flexibilité du travail. Seuls 2 % des intérimaires et des salariés en CDD sont syndiqués, 6 % des CDI à temps partiel, et 9 % des CDI à temps plein.

## Financement
Historiquement et jusqu'en 2008, les Syndicats français de salariés détenaient en tant que syndicat professionnel la particularité d'être les seules personnes morales (avec les autres syndicats professionnels) non tenues par la loi de tenir une comptabilité, bien que, selon la loi, tout organisme qui reçoit des subventions publiques doit publier ses comptes.
Cette situation a engendré des abus. En particulier, à la suite de l'affaire de l'UIMM, s'est posé la question du financement des syndicats français, « auxquels les cotisations ne suffisent plus depuis longtemps » selon Les Échos,.
La loi no 2008-789 du 20 août 2008 fait désormais obligation aux syndicats d'établir des comptes annuels, d'en assurer la publicité et, au-delà d'un certain seuil de ressources, de les faire certifier.
Les cotisations des salariés représentent seulement entre 20 et 30 % du budget des syndicats. Leur financement provient essentiellement de l’argent public, directement grâce aux subventions publiques ou indirectement en utilisant les caisses des retraites, des mutuelles ou des organismes de formation. Selon le rapport Hadas-Lebel, les sommes tirées de la formation professionnelle assureraient 20 % des besoins de la CFTC et 13 % de ceux de la CGC.